# Malombra
Malombra er en italiensk stumfilm fra 1917 af Carmine Gallone.

## Medvirkende
- Lyda Borelli som Marina di Malombra.
- Amleto Novelli som Corrado Silla.
- Augusto Mastripietri som Cesare d'Ormegno.
- Amedeo Ciaffi som Steinegge.
- Francesco Cacace som Conte Salvador.